# Süddeutsche Zeitung
«Зю́ддойче ца́йтунг» (нем. Süddeutsche Zeitung — «Южногерманская газета»; сокр. SZ — «ЗЦ») — крупнейшая ежедневная газета Германии. Основана 16 октября 1945 года. Издаётся в Мюнхене издательством Süddeutscher Verlag.
Летом 2005 года «ЗЦ» была признана немецкими журналистами «ведущей газетой» Германии.

## История
Газета впервые вышла в субботу, 6 октября 1945 года. В то время газета стоила 20 пфеннигов.
Вследствие кризиса печатных изданий в 2000 году финансовое положение «ЗЦ» ухудшилось. Газета была вынуждена продать часть своих акций. Многие сотрудники попали под сокращение.
Газета позиционирует себя как «либерально-экономическое» издание. Большое внимание уделяется событиям культурной жизни. Рубрика, посвящённая культуре, идёт сразу после рубрики «Политика». По понедельникам выходит приложение со статьями из «Нью-Йорк Таймс» на английском языке, по пятницам выходит журнал «ЗЦ-Магацин» (нем. SZ-Magazin), а по субботам — приложение за неделю. В Мюнхене выходит приложение-афиша «ЗЦ-Экстра».